# Arandu Arakuaa
Arandu Arakuaa (с тупи — «знание циклов небес» или «мудрость космоса») — бразильская фолк-метал-группа, образованная в столице страны, городе Бразилиа. Она известна тем, что смешивает экстремальный хеви-метал с бразильской народной музыкой, в частности, с индейскими мотивами. Их тексты также отражают культуру коренных народов, ссылаясь на их мифы и обряды. Вместе с группами Aclla, Armahda, Cangaço, Hate Embrace, MorrigaM, Tamuya Thrash Tribe и Voodoopriest они формируют «Levante do Metal Nativo» (Восстание коренных металлов), движение, объединяющее группы, которые смешивают хеви-метал с типичными музыкальными элементами этой страны и/или сочиняют песни про неё.
Гитарист и основатель Жандио Хуку утверждает, что родился и рос до 24 лет недалеко от территории племени ксеренте в штате Токантинс, где он познакомился с индейской музыкой и региональной бразильской музыкой (baião, catira, cantiga de roda, vaquejada и т. д.). Он называет Metallica и Black Sabbath источниками своего вдохновения со стороны метала.

## Характеристики
Стиль
Группа сочетает общие элементы металлической музыки с элементами бразильской народной музыки. Одним из примечательных элементов, который отличает эту музыку от другой металлической музыки, является использование повторений, поскольку склонность музыкантов повторять строки и даже группы из нескольких строк вызывает атмосферу индейских песнопений, которая усиливается вокальным стилем. К прочим индейским элементам относятся использование традиционных инструментов, таких как флейты и маракасы.
Лирика
Происходящий из этнической группы крахо и родившийся в штате Токантинс, Жандио Хуку пишет на языках шаванте, ксеренте и тупи, а его тексты отражают «космовидения» коренных народов, где природа является истинным смыслом существования. Образы, представленные в текстах песен Arandu Arakuaa, содержат темы племенной жизни, народных сказок и животных, которые играют центральную роль в жизни бразильских племен.
Дизайн обложек
На обложках альбомов запечатлена культура коренных народов Бразилии, а также изображения природы и животных.
Внешний вид
Музыканты Arandu Arakuaa выступают в традиционной одежде, включая раскраску тела и погремушки на ногах, аналогично тому, как фолк-метал группы со скандинавскими и языческими мотивами часто носят доспехи или туники в качестве визуального сопровождения тем, присутствующих в их музыке.

## История
История группы началась в апреле 2008 года, когда Жандио Хуку начал сочинять песни на языке тупи. После нескольких неудачных попыток с некоторыми музыкантами группа, наконец, сформировала свой окончательный состав между октябрем 2010 года и февралем 2011 года, когда участниками стали Нажила Кристина, Адриано Феррейра и Сауло Лусена.
В августе 2011 года группа дала свой первый концерт и выпустила свой первый демо-альбом в июне 2012 года. В период с февраля по апрель 2013 года они записали свой дебютный альбом Kó Yby Oré («это наша земля»), выпущенный в сентябре того же года.

## Участники
Текущий состав
- Zândhio Huku - гитара, viola caipira[англ.], вокал, клавишные, maracá (2008—н. в.)
- Andressa Barbosa - бас-гитара, вокал (2018—н. в.)
- Guilherme Cezario - гитара, бэк-вокал (2018—н. в.)
- João Mancha - ударные, перкуссия (2018—н. в.)

Бывшие участники
- Nájila Cristina – вокал, maracá (2011—2016)
- Adriano Ferreira – ударные, перкуссия (2011—2016)
- Saulo Lucena – бас-гитара, бэк-вокал (2011—2018)
- Lís Carvalho - вокал (2018)

## Дискография
Альбомы
- 2013 - Kó Yby Oré
- 2015 - Wdê Nnãkrda - 9/10[8]
- 2018 - Mrã Waze

Прочее
- 2012 - Arandu Arakuaa — EP
- 2021 - Ainãka — EP
- 2020 - "Waptokwa Zawré" — сингл[9]
- 2020 - "Kaburéûasu" — сингл
- 2020 - "Ybytu" — сингл
- 2020 - "Am’mrã" — сингл
- 2020 - "Kûarasy" — сингл